# Thamnophilus insignis
Thamnophilus insignis е вид птица от семейство Thamnophilidae.

## Разпространение
Видът е разпространен в Бразилия, Венецуела и Гвиана.